# Лопатков, Иван Александрович
Иван Александрович Лопатков (21 февраля [5 марта] 1855, Ирбит, Пермская губерния — 22 сентября [5 октября] 1911, Ирбит, Пермская губерния) — ирбитский городской голова в 1891—1911 годах, один из организаторов проведения Северо-Восточной Уральской железной дороги Екатеринбург — Тавда.

## Биография
Родился 21 февраля 1855 года в мещанской семье в Ирбите, окончил Ирбитское уездное училище.
Служил секретарём земской управы, гласным земского собрания, гласным Ирбитской городской думы, городской главой Ирбита в 1891—1911 годах, председателем ярмарочного комитета в 1891—1911 годах.
В июне 1899 года для уральской экспедиции Д. И. Менделеева предоставил материал о во, что отражено в книге «Уральская железная промышленность в 1899 году».
Память
Директор художественной школы В. К. Аникин разработал проект установки на привокзальной площади бюста главы города Ирбита Ивана Александровича Лопаткова.
В честь него названа железнодорожная станция Лопатково.
Семья
Сын владелец типографии Лопатков Александр Иванович был арестован 25 июля 1918 года, расстрелян как заложник 26 июля 1918 года в Ирбите по решению ревкома.

## Публикации
- Доклад Ирбитского Городского Головы, Председателя Ирбитского Ярмарочного Комитета И. А. Лопаткова «Ярмарочная торговля вообще и торговля Ирбтской ярмарки в частности, в связи с развитием наших железнодорожных сообщений» на Всероссийском торгово-промышленном Съезде в 1896 г. в Нижнем Новгороде. 1896 г.

## Ссылка
- Микитюк В. П. Светский актив Императорского Православного Палестинского общества в Пермской губернии